# Gezicht op Amsterdam in vogelvlucht
Gezicht op Amsterdam in vogelvlucht is een schilderij van Cornelis Anthonisz. in het Amsterdam Museum. Het is de oudst bewaard gebleven plattegrond die heel Amsterdam laat zien.

## Voorstelling
Het stelt de stad Amsterdam voor gezien vanuit een imaginair punt in de lucht. De blik is niet naar noorden gericht, zoals op de meeste plattegronden, maar naar het zuiden. Waarschijnlijk is hiervoor gekozen om het IJ, op de voorgrond, meer nadruk te geven. Het werk is het vroegste voorbeeld van een in vogelvlucht afgebeelde Noord-Nederlandse stad. Mogelijk diende de plattegrond van Venetië van Jacopo de' Barbari als voorbeeld.

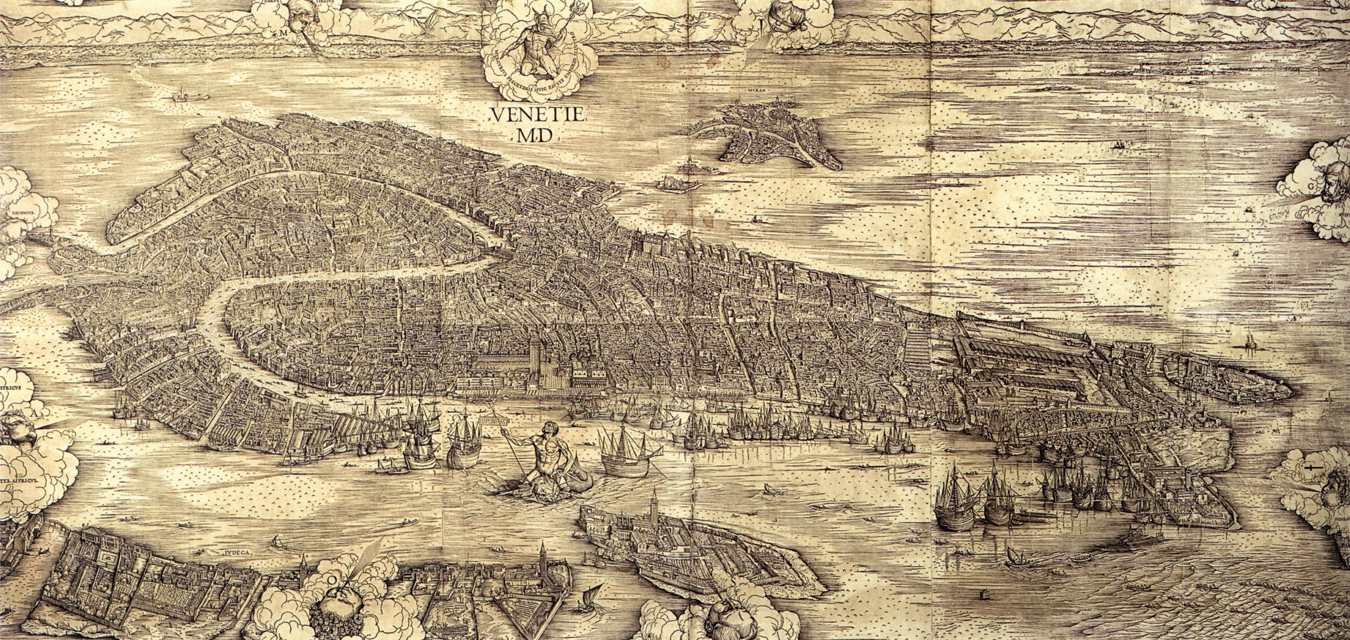
Jacopo de' Barbari. Plattegrond van Venetië. 1500.

In 1538 bevond de stad Amsterdam zich nog helemaal binnen de huidige Singel, Kloveniersburgwal en Geldersekade, die eind 15e eeuw werden gegraven. Daarbinnen zijn nauwgezet alle verdedigingswerken weergegeven (waaronder de Schreierstoren, de Waag, Swych Utrecht, de Regulierspoort, de Jan Roodenpoortstoren en de Haarlemmerpoort en de Haringpakkerstoren), kloosters (waaronder het Bethaniënklooster en het Sint-Paulusbroederklooster), kerken (waaronder de Oude Kerk, de Nieuwe Kerk en de Nieuwezijds Kapel) en andere gebouwen (waaronder het oude stadhuis van Amsterdam).
Links markeert de Montelbaanstoren het begin van de Oudeschans, die tussen 1515 en 1518 aangelegd werd ter verdediging van de buiten de stadsmuren gelegen Lastage. Linksboven, ten westen van de Amstel, liggen de resten van het in 1533 afgebrande Reguliersklooster. Naast de Amstel zijn in het landschap 'boven' de stad nog twee andere waterwegen aangegeven: de Boerenwetering en de Overtoomsevaart (langs de Heiligeweg), die ter hoogte van het Spui in de stadsgracht 'uitmonden'. Helemaal rechtsboven is de Nieuwe Meer te zien, die door de schilder naar de stad toe is geschoven.
Op het IJ liggen een groot aantal schepen. Grote vrachtschepen gingen voor een lange palissade voor anker. Hun lading werd door kleinere schepen door het Damrak vervoerd naar de Dam. Helemaal rechtsonder is de Volewijk te zien, het galgenveld van Amsterdam. Volgens Frederik Johannes Dubiez is het met een kruisje gemarkeerde huis op het schilderij mogelijk het huis van Anthonisz.

## Techniek
Het schilderij is geconstrueerd door middel van het vogelperspectief. Men gaat ervan uit dat Anthonisz. zijn plattegrond maakte op basis van gewone metingen langs de stadsmuren en driehoeksmetingen van de afstand tussen hoge punten, zoals kerk- en muurtorens. Met behulp van schetsen vanuit deze torens kon de schilder de bebouwing vrij nauwkeurig invullen. De horizon en daarmee ook het verdwijnpunt (links van het midden) is relatief laag. Omdat het landschap 'rechtsboven' van de stad op die manier erg plat dreigde te lijken, maakte de schilder voor dit gedeelte een tweede verdwijnpunt rechts van het midden. Dit gedeelte lijkt de schilder op het gevoel te hebben ingevuld en zijn dus vermoedelijk niet opgemeten. In 1544 maakte Anthonisz. een vergelijkbare plattegrond in houtsnede. Op deze plattegrond ligt het verdwijnpunt aanzienlijk hoger.

## Herkomst

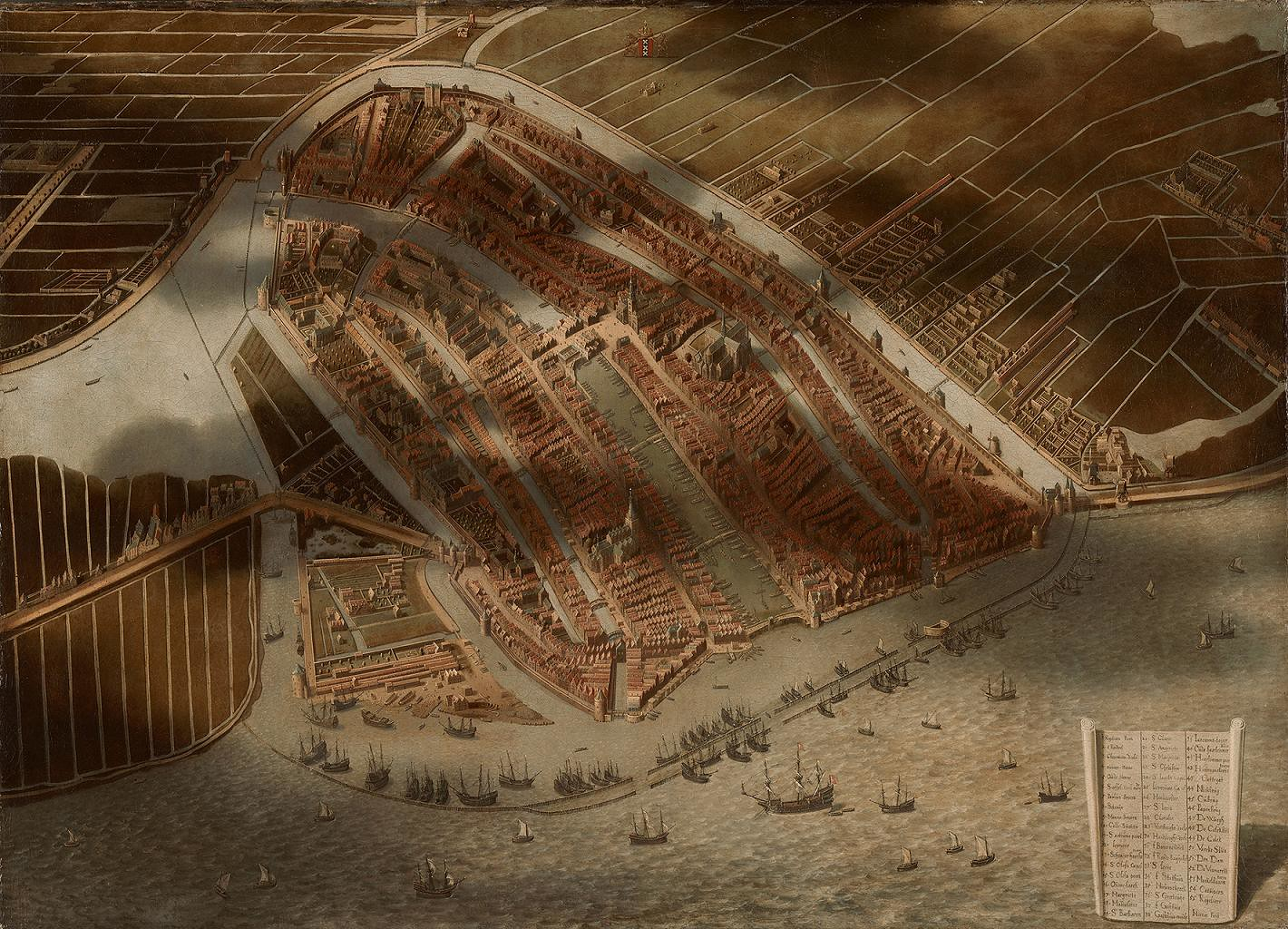
Jan Christiaensz. Micker (vrij naar Cornelis Anthonisz.). Gezicht op Amsterdam in vogelvlucht. Ca. 1652. Amsterdam, Amsterdam Museum.

Anthonisz. schilderde zijn vogelvlucht in opdracht van het stadsbestuur van Amsterdam als geschenk aan keizer Karel V. In de stadsrekeningen over het jaar 1538 staat: ‘Cornelis Anthonisz, schilder, van dat hy dese stede voor mijnen heere van Bossu gecontrefaict heeft om der Keyserlycke Majesteyt voorts te thoonen. Blyckende by ordonnantie ende quitantie hier overgelevert de somme van 6 libra’. Kennelijk was het de bedoeling dat Jan van Hénin-Liétard, graaf van Boussu, die in 1538/1539 als vertegenwoordiger van Karel V in de Amsterdam verbleef, het aan de keizer zou laten zien. Waarschijnlijk is dit nooit gebeurd en eindigde het schilderij in het stadhuis van Amsterdam.
Tijdens de brand van het stadhuis in 1652 raakte het zwaar beschadigd. Het werd vervolgens opgeknapt, vermoedelijk door Jan Christiaensz. Micker, van wie een geschilderde kopie van Anthonisz.' houtsnede bekend is. Na de voltooiing van het nieuwe stadhuis (nu Paleis op de Dam) werd het opgehangen in de kamer van de ‘Trezory’, zoals de dichter Jan Vos meldt in zijn lofdicht ‘Op 't stuk van Oudt Amsterdam’. In 1718 wordt het daar opnieuw gesignaleerd door Jacob Houbraken.

## Restauraties
Toen het schilderij na de stadhuisbrand van 1652 hersteld werd, verving de restaurator de schepen op het IJ door eigentijdse exemplaren. In 1925 besloot men het schilderij te restaureren. Deze restauratie werd in 1931 uitgevoerd en bestond onder meer uit het weer verwijderen van de overgeschilderde schepen, die werden vervangen door 16e-eeuwse voorbeelden.